# Tour Geneve
La Tour Geneve es un rascacielos residencial situado en el barrio Altiplano de la ciudad de João Pessoa, en el estado de Paraíba (Brasil). Fue inaugurada el 21 de septiembre de 2018. Tiene 51 pisos y mide 182,3 metros, lo que lo convierte en el edificio más alto de la ciudad, en el cuarto edificio más alto de Brasil y en el 18º más alto de América del Sur. Cuenta con un mirador abierto al público. Fue diseñada por Paulo Macêdo e Sócios.

## Historia y arquitectura
De estilo moderno, fue el primer edificio en llegar a 50 pisos en Brasil desde la construcción de Mirante do Vale en 1960. En el momento de su inauguración era el segundo edificio más alto del país superado solo por el Órion Business & Health Complex, construido el mismo año en Goiânia. El principla contratista de la obra fue la empresa TWS, que también fue la encargada de construirla. Bethania Tejo Arquitetos Associados se ocupó de los interiores.
Su aguja mide 18 metros y 59 centímetros de altura. Tiene 94 unidades residenciales, 45 unidades de oficinas y 21 tiendas, que comprenden un total de 160 unidades. La altura del vestíbulo es de 6,55 metros.
Fue diseñada por el arquitecto Paulo Macêdo y el diseño paisajístico es de Patrícia Lago y Michel Lang. Su diseño está inspirado en la fuente Jet d'Eau en la ciudad de Ginebra, Suiza. Su diseño se caracteriza por sus colores sobrios y formas redondeadas.